# Stazione di Cortoghiana
La stazione di Cortoghiana era una stazione ferroviaria a servizio della omonima frazione del comune di Carbonia, situata lungo la dismessa linea San Giovanni Suergiu-Iglesias.

## Storia
La nascita della stazione risale ai primi anni quaranta del Novecento, periodo in cui nell'area del recentemente costituito comune di Carbonia l'attività di estrazione del carbone era portata avanti intensamente, fatto che spinse a creare vari centri a ridosso delle aree minerarie per ospitarne le maestranze: oltre alla città sulcitana e alla realizzazione di un nuovo villaggio a Bacu Abis ne fu costruito un ulteriore nell'area di Cortoghiana (1942) da cui prese in seguito il toponimo. Per servire la frazione, ma soprattutto le miniere poste a est di essa, le Ferrovie Meridionali Sarde edificarono un nuovo impianto lungo la propria linea tra Palmas Suergiu (poi San Giovanni Suergiu) e Iglesias. La stazione di Cortoghiana iniziò così nel 1941 l'attività incentrata prevalentemente sul trasporto del carbone estratto nella zona verso gli impianti di destinazione e verso lo scalo di Sant'Antioco Ponti da cui proseguiva poi oltre mare; per il servizio viaggiatori invece la stazione fu dotata di un fabbricato che avrebbe dovuto essere provvisorio in attesa della costruzione di un edificio atto allo scopo, che tuttavia non venne poi realizzato.
Nei primi lustri di attività l'impianto fu quindi interessato ad un rilevante traffico ferroviario, tuttavia la crisi del settore estrattivo sulcitano che nel secondo dopoguerra portò alla chiusura di quasi tutte le miniere carbonifere del sud-ovest della Sardegna significò anche la fine dell'attività estrattiva a Cortoghiana, per cui la stazione vide il crollo del traffico merci restando comunque operativa.

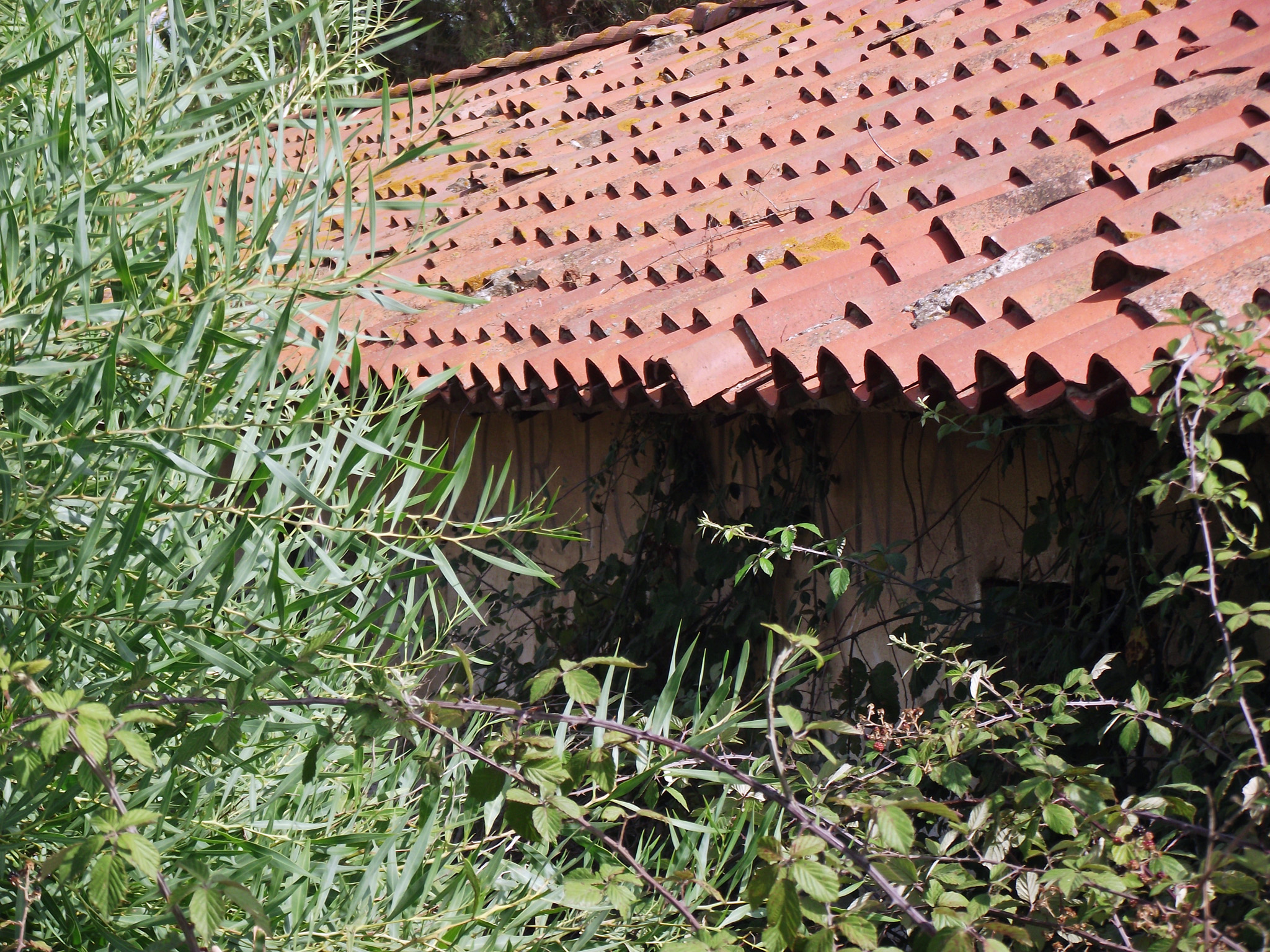
La facciata del fabbricato viaggiatori su quello che era il lato binari, ricoperta dalla vegetazione

L'attività nello scalo proseguì sino al 1º settembre 1974, data della cessazione del servizio ferroviario sulla San Giovanni Suergiu-Iglesias, le cui relazioni vennero sostituite da autocorse. Successivamente la stazione venne disarmata, e della stessa rimase solo il fabbricato viaggiatori.

## Strutture e impianti
Dopo la chiusura della San Giovanni Suergiu-Iglesias la stazione è stata completamente privata dell'infrastruttura ferroviaria del quale non è rimasta traccia nell'area.
Con l'impianto in attività era invece presente un fascio composto da vari binari, tra cui quelli di corsa e incrocio e alcuni per la sosta dei carri provenienti o destinati alla vicina miniera di Cortoghiana.
Unica struttura sopravvissuta alla chiusura dell'impianto è il fabbricato viaggiatori, benché abbandonato ed in stato di degrado: l'edificio, a pianta rettangolare ed esteso su un singolo piano, nacque per ospitare temporaneamente gli uffici del personale di stazione (tra cui la locale Direzione Movimento) ed i servizi all'utenza, in attesa della mai avvenuta realizzazione di un fabbricato viaggiatori a due piani.

## Movimento
Nel periodo in cui fu attiva la stazione era servita dai treni viaggiatori e merci delle Ferrovie Meridionali Sarde.

## Servizi
La stazione era dotata di biglietteria e sala di aspetto, servizi ospitati nel fabbricato viaggiatori.
- Biglietteria a sportello
- Sala d'attesa